# Walentin Biegłow
Walentin Aleksiejewicz Biegłow (ros. Валентин Алексеевич Беглов; ur. 19 marca 1922 w miejscowości Ogariowskoje obecnie w rejonie sasowskim w obwodzie riazańskim, zm. 7 marca 1945 we Wrocławiu) – radziecki wojskowy, kapitan, uhonorowany pośmiertnie tytułem Bohatera Związku Radzieckiego (1945).

## Życiorys
Urodził się w rodzinie chłopskiej. W 1941 ukończył technikum budowlane w Riazaniu i został technikiem budowlanym, w lipcu 1941 powołano go do Armii Czerwonej i skierowano na Daleki Wschód. W 1942 ukończył wojskową szkołę piechoty w Szkotowie, a w 1943 kursy „Wystrieł”, w 1943 został członkiem WKP(b). Od sierpnia 1943 uczestniczył w wojnie z Niemcami, walczył na Froncie Woroneskim i 1 Ukraińskim w składzie 959 Pułku Strzelców 309 Dywizji Strzeleckiej 6 Armii jako zastępca dowódcy i później dowódca batalionu. Brał udział w forsowaniu Dniepru, walkach na Prawobrzeżnej Ukrainie i na terytorium Polski, w tym na przyczółku sandomierskim. Był czterokrotnie ranny w walce. W lutym 1945 dowodzony przez niego batalion jako pierwszy przełamał silnie umocnioną obronę Niemców na Odrze i wdarł się do Legnicy, w walce o miasto został dwukrotnie ranny, jednak walczył dalej. Później brał udział w walkach o Wrocław, gdzie odpierał ataki przeciwnika, został ponownie ranny, mimo to pozostał na polu walki, w dalszych walkach o miasto zginął. Został pochowany na cmentarzu we Wrocławiu. W Sasowie jego imieniem nazwano ulicę.

## Odznaczenia
- Złota Gwiazda Bohatera Związku Radzieckiego (pośmiertnie, 27 czerwca 1945)
- Order Lenina (pośmiertnie, 27 czerwca 1945)
- Order Czerwonego Sztandaru (6 lutego 1945)
- Order Aleksandra Newskiego (26 listopada 1944)
- Order Wojny Ojczyźnianej I klasy (14 października 1943)
- Order Czerwonej Gwiazdy (26 maja 1944)